# Fokker V.2
Los aviones Fokker V.2 y V.3 fueron desarrollados a partir del Fokker V.1, pero utilizaban un motor en línea refrigerado por líquido Mercedes de 89 kW (120 CV) en lugar del rotativo. Esto es similar al Fokker V.6 que se estaba probando mientras se desarrollaba el Fokker V.5. Al igual que el V.1, el fuselaje era de sección transversal circular y las alas estaban cubiertas de  madera contrachapada. Para corregir el centro de elevación y el centro de gravedad de los motores más pesados, estos aviones tenían las secciones externas de su ala superior dirigidas hacia atrás.
Durante muchas décadas se pensó que el V.3 era una modificación del V.2 en lugar de un avión diferente. La designación era conocida y se asignó por error al primer triplano, que también tenía alas en voladizo. Sin embargo, ese avión era el V.4, no el V.3.
Una foto de época en el libro German Combat Planes, escrito por Ray Wagner y Heinz Nowarra y publicado en Estados Unidos en 1971, muestra un avión "Fokker V.2" con un empenaje rediseñado que recuerda fuertemente al Albatros D.III en apariencia, como un posible paso en su programa experimental.
El historiador Peter M. Bowers ha especulado que el V.1-V.3 era de hecho una prueba, ya que tenía muy poca potencia para su uso real como cazas.
- Datos: Q4243670
- Multimedia: Fokker V.2 / Q4243670